# Laufen (Film)

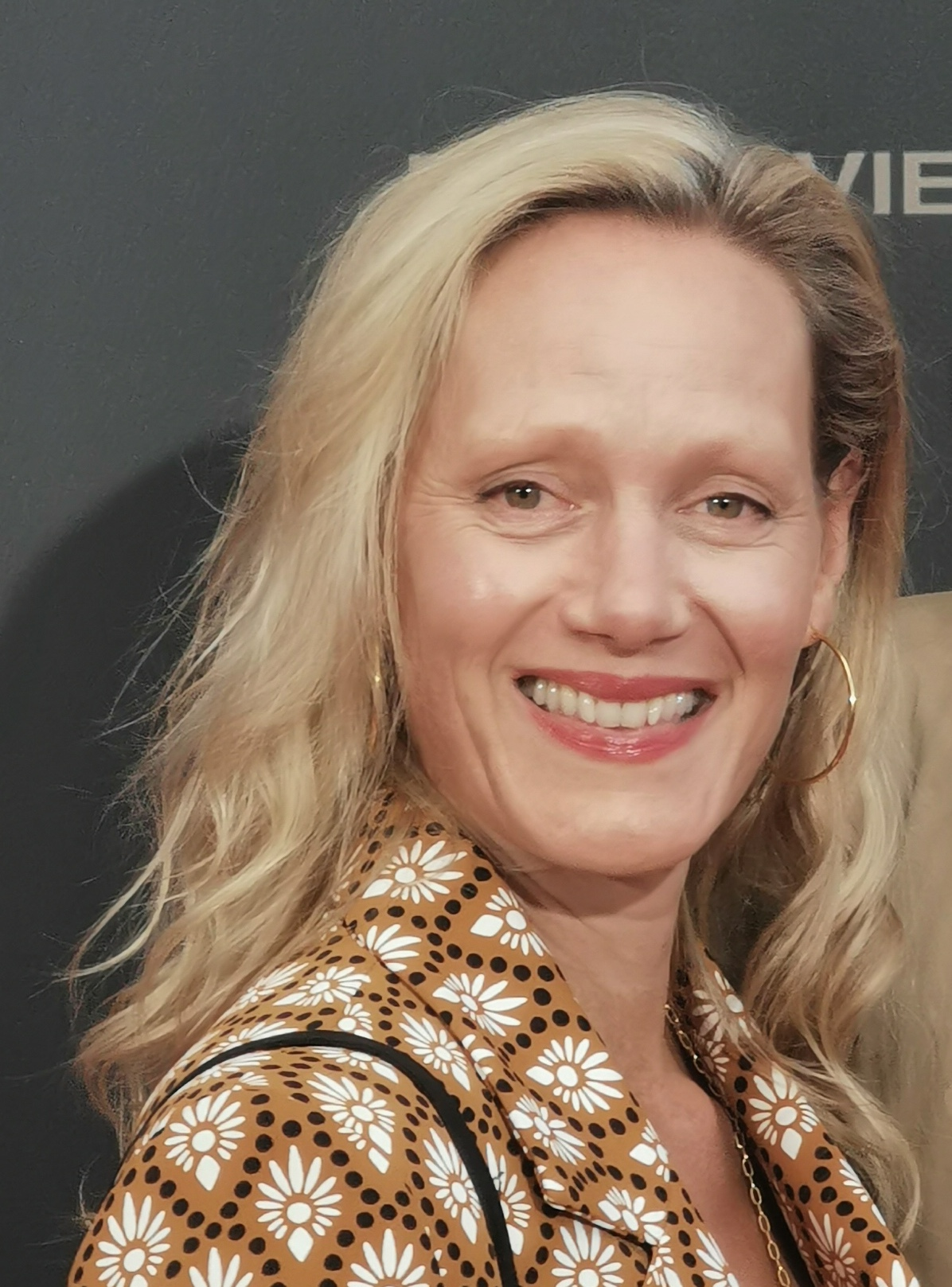
Anna Schudt spielt Juliane Hansen (Foto von 2023)

Laufen ist ein deutsches Fernsehfilm-Drama der Relevant Film im Auftrag des ZDF. Das im Jahr 2022 von Rainer Kaufmann inszenierte Drama erzählt die Geschichte einer Cellistin, die sich nach dem Suizid ihres Lebensgefährten zurück ins Leben läuft. Das Drehbuch von Silke Zertz nach dem gleichnamigen Roman von Isabel Bogdan wurde 2023 von der Deutschen Akademie für Fernsehen ausgezeichnet.

## Handlung
Die Konzertcellistin Juliane Hansen ist Anfang 40, als sich ihr Lebensgefährte Johann das Leben nimmt. Von dem Schicksalsschlag schwer getroffen, zieht sich Juliane nahezu völlig zurück. Ihre Freundin Rike mit ihrer Familie unterstützt Juliane dabei, wieder zurück ins soziale Leben zu finden. Sie schlägt Juliane vor, mit dem Laufen anzufangen, mit dem ehrgeizigen Ziel, an einem offiziellen 10-Kilometer-Lauf teilzunehmen. Nur widerwillig beginnt Juliane zu trainieren. Auch empfiehlt Rike ihrer Freundin, sich psychologische Hilfe zu suchen, sodass Juliane zu einer Therapeutin geht.
Juliane hadert auch knapp zwei Jahre nach Johanns Tod sehr mit ihrer Situation. Oft sieht sie in Rückblicken die schönen Momente mit Johann, hin und wieder erscheint er ihr auch in Alltagssituationen. Das Verhältnis zu Johanns Eltern ist seit dessen Tod angespannt. Einerseits sieht sie sich dem Vorwurf ausgesetzt, sie hätte doch etwas bei Johann merken müssen, andererseits bekommt sie bei der Nachlassaufteilung wiederholt zu hören, sie seien ja nicht verheiratet gewesen. In den Gesprächen mit Rike erfährt man, dass Johanns zunehmender Rückzug die Beziehung belastete und Juliane aufgrund der resultierenden Einsamkeit kurzzeitig eine Affäre mit einem Orchesterkollegen einging. Selbst dass sie an eine mögliche Trennung dachte und sich eine Teilschuld an Johanns Tod gibt. Auf eine neue Bekanntschaft mit einem Mann, den siebeim Laufen getroffen hat, möchte sich Juliane nicht wirklich einlassen. Rike fällt die Unterstützung immer schwerer, da sich Juliane nach zwei Jahren der Trauer nicht entziehen möchte, diese regelrecht pflegt.
Juliane läuft den 10-Kilometer-Lauf und wird von Rike und ihrer Familie dafür gefeiert. Juliane gesteht Rike, dass sie sich wieder mit ihrer Bekanntschaft getroffen und auf ihn eingelassen habe. In der Zeit nach dem Lauf ordnet Juliane nach und nach die Dinge in ihrem Leben und relativiert ihre auch ihre Beziehung zu Johann. Sie trennt sich von Johanns Kleidungsstücken und verbrennt bei ihrer Therapeutin den aus lediglich zwei Sätzen bestehenden Abschiedsbrief. In einem weiteren Schritt wagt Juliane ein Solokonzert, was sie seit langem nicht mehr gemacht hat. Der Film endet mit  Eistellungen des erfolgreichen Konzerts und der laufenden Juliane.

## Produktion
Laufen wurde vom 29. Juni 2021 bis zum 29. Juli 2021 in Hamburg und Umgebung gedreht. Produziert wurde der Film von der Relevant Film. Die Erstausstrahlung des Films erfolgte am 24. April 2023 um 20:15 Uhr im ZDF.

## Soundtrack
Für den Soundtrack wurden unter anderem folgende Songs verwendet:
- Cat Power (The Greatest)
- Johnny Cash (If You Could Read My Mind) (Original: Gordon Lightfoot)

## Rezeption

### Auszeichnungen und Nominierungen
- 2022: Nominierung beim Festival des deutschen Films für den Wettbewerb Filmkunstpreis
- 2022: „Ludwigshafener Auszeichnung“ beim Festival des deutschen Films für das Drehbuch (Silke Zertz)
- 2023: Auszeichnung DAfNE 2003 in der Kategorie Bestes Drehbuch (Silke Zertz)
- 2023: Nominierung der „TeleVisionale – Film- und Serienfestival Baden-Baden“ für den Fernsehfilmpreis 2023
- 2023: Nominierung für den 3sat-Publikumspreis 2023
- 2023: Nominierung für Deutscher Filmmusikpreis 2023 (Richard Ruzicka)

### Kritik
Für die Online-Ausgabe der Süddeutschen Zeitung schreibt Livia Sarai Lergenmüller, dass Laufen die Geschichte einer Trauernde erzähle, die sich mit ihren Laufschuhen wieder zurück in das Leben kämpft. Der Film verdichte mit seiner komplexen Erzählstruktur aus Rückblenden und Zeitsprüngen ein Bild der unterschiedlichen Ereignisse, Emotionen und Charaktere. Mit ihrem Film sei dem Regisseur Rainer Kaufmann und der Drehbuchautorin Silke Zertz eine bemerkenswerte Erzählung gelungen, über das Weiterleben, nicht über den Tod.
Das Lexikon des internationalen Films gibt dem Film 4 von 5 Sternen und bezeichnet ihn als sehenswert. Bei dem Werk handele es sich um „[e]in sensibles Drama, das den inneren Monolog der Romanvorlage aufbricht und in eine vielschichtig zwischen den Zeitebenen springende Struktur übersetzt. Die aufmerksame Kameraarbeit, eine sorgfältige Inszenierung und eine brillante Hauptdarstellerin spannen die Studie von Schock, Überforderung und Neubeginn mit außergewöhnlicher Intensität auf“.
Ulla Hanselmann konstatiert in der Online-Ausgabe der Stuttgarter Zeitung, dass Kaufmann und Zertz den gleichnamigen Roman von Isabel Bogdan in ihrem Fernsehfilm in ein exquisites Psychodrama überführt hätten, in dem Hauptdarstellerin Anna Schudt über sich selbst hinauswachse.
Rainer Tittelbach von Tittelbach.tv gibt dem Film in seiner Besprechung insgesamt 5,5 von 6 Sternen. Der aufgrund seiner als innerer Monolog verfassten Struktur als unverfilmbar geltende Roman würde hier als Film vorzüglich funktionieren. Dies sei bedingt durch das präzise konzipierte Drehbuch, welches die chronologischen Ereignisse klug aufbreche, die konzentrierte, aber dennoch flüssige Inszenierung sowie der wunderbaren Anna Schudt. Die Schauspielerin nehme die Zuschauer in ihrer Rolle preiswürdig mit, indem sie ihre Entwicklung nuanciert darstelle. Besonders lobend äußert sic der Kritiker darüber, dass Schudt das Cello in dem Werk selbst spiele, was in „diesem außergewöhnlichen, zutiefst wahrhaftigen Film“ das i-Tüpfelchen sei.
Oliver Armknecht bewertet den Film bei film-rezensionen.de mit insgesamt 7 von 10 Punkten. Der Film versuche nicht die Ereignisse chronologisch zu thematisieren, sondern sei durch zahlreichen Flashbacks geprägt. Regisseur Kaufmann erzähle deb Inhalt bewundernswert zurückhaltend, indem die vorhandenen emotionalen Momente nicht ausgeschlachtet würden und die häufig auch in deutschen Filmen übliche Manipulation ausbleibe. Trotz des unspektakulären Ergebnisses gehe Laufen zu Herzen, was auch durch die ambivalente Hauotfigur bedingt sei. Der Filnm dürfte durch die „überzeugende Umsetzung eines gleichermaßen individuellen wie universellen Schicksals“ viele erreichen, wozu auch die Leistung von Anna Schudt beitrage.
In seinem TV-Tipp-Laufen für das Online-Portal evangelisch.de lobt Tilmann P. Gangloff insbesondere die Filmmusik. Richard Ruzicka habe die Stücke des Streichorchesters extra für den Film komponiert. Der Grund dafür, dass der Film mit einem guten Gefühl ende, liege vor allem am Finale. Mit Hilfe ihrer Therapeutin und durch das Laufen kämpfe sich Juliane aus ihrem Tal heraus, weshalb das Drama Mut mache. Der Kritiker bezeichnet die Leistungen von Zertz, Kaufmann und Schudt als gleichermaßen preiswürdig. Sie würden keinerlei Hehl aus Julianes Verlust und dessen niederschmetternden Gefühl machen, zeigten dann aber, wie sie den Applaus für ihren Cellokonzert genießen und sich für eine neue Beziehung öffnen könne.

### Einschaltquoten
Bei seiner Erstausstrahlung am Montag, den 24. April sahen 3,80 Millionen Zuschauer den Film. Dies entsprach einem Marktanteil von 14,3 %.